# SRSF1
SRSF1（serine/arginine-rich splicing factor 1）またはASF/SF2（alternative splicing factor 1/pre-mRNA-splicing factor SF2）は、ヒトではSRSF1遺伝子にコードされるタンパク質であり、pre-mRNAスプライシングに必須の因子である。SRSF1はASF/SF2をコードする17番染色体上の遺伝子で、約33kDaのタンパク質が合成される。ASF/SF2はすべてのスプライシング反応に必要であり、選択的スプライシングにおいてスプライス部位の選択に濃度依存的な影響を与える。スプライシング過程への関与に加えて、ASF/SF2はmRNAの核外輸送や翻訳など、スプライシング後の過程も媒介する。

## 構造
ASF/SF2はSRタンパク質の１つであり、調節の大部分を担うアルギニン-セリンリッチ領域（RSドメイン）と、RNAや他のスプライシング因子との相互作用を担う2つのRNA認識モチーフ（RRM）、という2種類の機能的モジュールが含まれる。これらのモジュールはスプライシングにおいて、それぞれ異なる機能を担っている。
- ASF/SF2の2番目のRRMドメインのNMR構造 PDB: 2O3D[14]
- SRPK1（英語版）（右側：青-緑-黄）と複合体を形成したASF/SF2（左側：黄-橙-赤）の結晶構造 PDB: 3BEG[12]

## スプライシング
ASF/SF2は多くのスプライシング過程に重要な役割を果たす。ASF/SF2は5'スプライス部位の選択に必要であり、真正な（authentic）スプライス部位と隠れた（cryptic、通常用いられない）スプライス部位とを識別する。その後のpre-ｍRNAスプライシングの最初の反応段階である投げ縄（ラリアット）構造の形成の際にもASF/SF2が必要である。ASF/SF2は、5'スプライス部位へのU1 snRNPのリクルートを促進し、5'スプライス部位と3'スプライス部位を橋渡しすることでスプライシング反応を促進する。ASF/SF2は、U2 snRNPとも結合する。反応の際、ASF/SF2はイントロンの近位のスプライス部位の利用を促進し遠位のスプライス部位の利用を阻害することで、選択的スプライシングに影響を与える。ASF/SF2が選択的スプライシングに与える影響は濃度依存的であり、ASF/SF2の濃度変化は選択的スプライシングの調節機構の1つとして、産生されるアイソフォームの量に影響を与える。ASF/SF2はエクソン性スプライシングエンハンサー（exonic splicing enhancer、ESE）への直接的または間接的な結合によってこの調節を行う。

## スプライシング後
eIF4Eの存在下でASF/SF2は、4E-BPの活性を抑制し翻訳調節を行う因子をリクルートすることで、リボソームが結合したmRNAの翻訳開始を促進する。ASF/SF2は核外輸送タンパク質TAPと調節された相互作用を行い、成熟mRNAの核外輸送を制御する。細胞内のASF/SF2の増加はナンセンス変異依存mRNA分解機構（NMD）の効率も向上させ、mRNAが核から細胞質へ輸送された後に起こるNMDよりも、mRNAが核から搬出される前に起こるNMDが好まれるようになる。このASF/SF2の増加によるNMDのシフトはｍRNAの最初の翻訳反応（pioneer round of translation）の全体的な促進を伴っており、初回翻訳の開始を担う複合体とASF/SF2、翻訳活性のあるリボソーム、TAPとの結合の増加がみられる。

## リン酸化による調節
ASF/SF2のRSドメインのセリン残基は、SR特異的プロテインキナーゼSRPK1によってリン酸化される。SRPK1とASF/SF2の見かけ上の解離定数は 50 nMであり、著しく安定な複合体を形成する。SRPK1はASF/SF2のRSドメイン内の最大12個所のセリン残基に対し選択的なリン酸化を行い、C末端側からN末端側へ移動してゆく方向的・進行的な反応を行う。この複数個所のリン酸化によってASF/SF2は核へ移行し、スプライシングと関係した多数のタンパク質間相互作用に影響を与える。ASF/SF2による成熟mRNAの核外輸送機能はそのリン酸化状態に依存しており、ASF/SF2の脱リン酸化はTAPへの結合を促進する一方、リン酸化はASF/SF2の核スペックルへの移行を促進する。適切なスプライシングが行われるためにはリン酸化と脱リン酸化のどちらもが重要であり、逐次的なリン酸化と脱リン酸化はスプライシングの段階間の移行の標識となる。また、ASF/SF2は他のキナーゼClk/Sty1による調節も受けており、これによって引き起こされる低リン酸化状態と高リン酸化状態はスプライシングの阻害をもたらす。

## 生物学的重要性

### 安定性と正確性
ASF/SF2はゲノムの安定性にも関与している。RNAポリメラーゼはASF/SF2を新生RNA転写産物へリクルートし、転写産物と鋳型DNAの間で形成されるRループと呼ばれる変異原性のDNA:RNAハイブリッド構造の形成を防ぐ。このように、ASF/SF2は転写自身による悪影響の可能性から細胞を保護している。また、ASF/SF2はエクソン・スキッピング（エクソンの読み飛ばし）を防ぐ機構にも関与しており、スプライシングが正確に起こるよう保証している。

### 発生と成長
ASF/SF2は心臓発生、胚発生、組織形成、細胞の運動性、一般的な細胞生存にも重要な役割を果たすことが示されている。

## 臨床的意義
SRSF1はがん原遺伝子であり、ASF/SF2は重要な細胞周期調節遺伝子やがん抑制遺伝子のスプライシングパターンを変更するがんタンパク質として機能する可能性がある。ASF/SF2はさまざまながん抑制遺伝子、キナーゼ、受容体型キナーゼ遺伝子のスプライシングを制御しており、これらのすべてから選択的スプライシングによって発がん性アイソフォームが産生される可能性がある。ASF/SF2は多くの腫瘍で過剰発現しており、がん治療の重要な標的である。
選択的スプライシング経路の変化や欠陥は、ヒトのさまざまな種類の疾患と関係している。
ASF/SF2はHIV-1の複製にも関与している。HIV-1の複製にはウイルスDNAに由来するスプライシングを受けた形態のRNAと受けていない形態のRNAとの繊細なバランスが必要であり、HIV-1の複製におけるASF/SF2の作用はHIVの治療標的となる可能性がある。また、ASF/SF2は全身性エリテマトーデスにおけるT細胞受容体の産生への関与も示唆されており、選択的スプライシングを介してT細胞受容体の特定の鎖の発現を変化させる。

## 相互作用
ASF/SF2は次に挙げる因子と相互作用することが示されている。
- CDC5L（英語版）[28]
- CLK1（英語版）[29][30]
- PSIP1（英語版）[31]
- SRSF2（英語版）[32]
- SRPK1（英語版）[30][33][34][35]
- SRPK2（英語版）[30][34][35]
- TOP1[36][37]
- U2AF1（英語版）[32][38]
- snRNP70（英語版）[38][39]